# Spatangus
Genre
Spatangus est un genre d'oursins irréguliers de la famille des Spatangidae.

## Liste d'espèces
Selon World Register of Marine Species (29 mars 2014) :
- Spatangus altus Mortensen, 1907 -- Mer de Chine
- Spatangus baixadoleitensis Maury, 1934a †
- Spatangus beryl Fell, 1963
- Spatangus californicus H.L. Clark, 1917 -- Golfe de Californie
- Spatangus capensis Döderlein, 1905 -- Afrique du sud
- Spatangus diomedeae Fell, 1963
- Spatangus glenni Cooke, 1959 †
- Spatangus luetkeni A. Agassiz, 1872 -- Japon
- Spatangus mathesoni McKnight, 1968
- Spatangus multispinus Mortensen, 1925 -- Nouvelle-Zélande
- Spatangus pallidus H.L. Clark, 1908
- Spatangus paucituberculatus A. Agassiz & H.L. Clark, 1907
- Spatangus purpureus O.F. Müller, 1776 -- Europe (Atlantique et Méditerranée)
- Spatangus raschi Lovén, 1869 -- Atlantique nord-ouest
- Spatangus subinermis Pomel, 1887 -- Méditerranée
- Spatangus tapinus Schenck, 1928 †
- Spatangus thor Fell, 1963

Spatangus altus
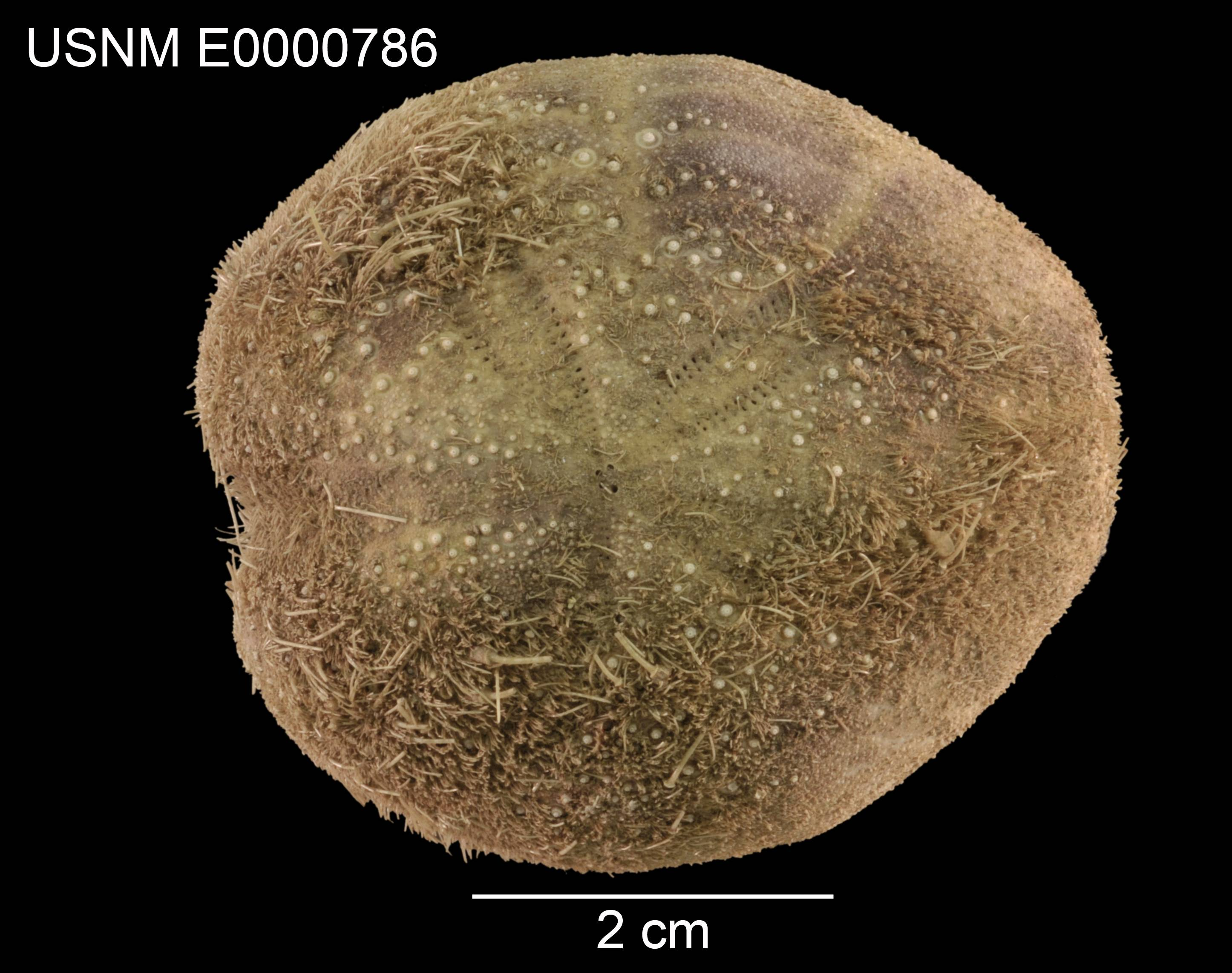
Test de Spatangus californicus
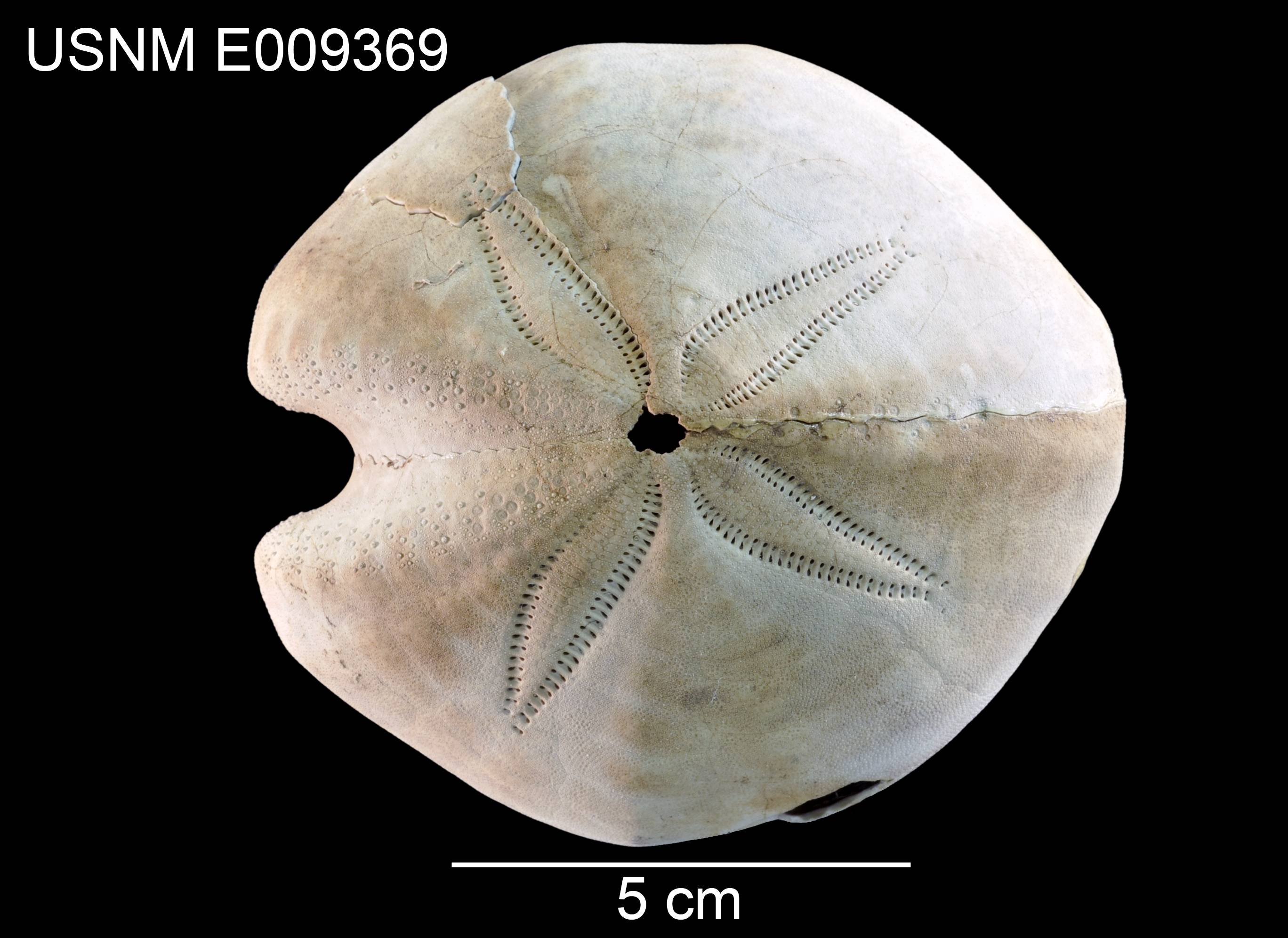
Spatangus diomedeae
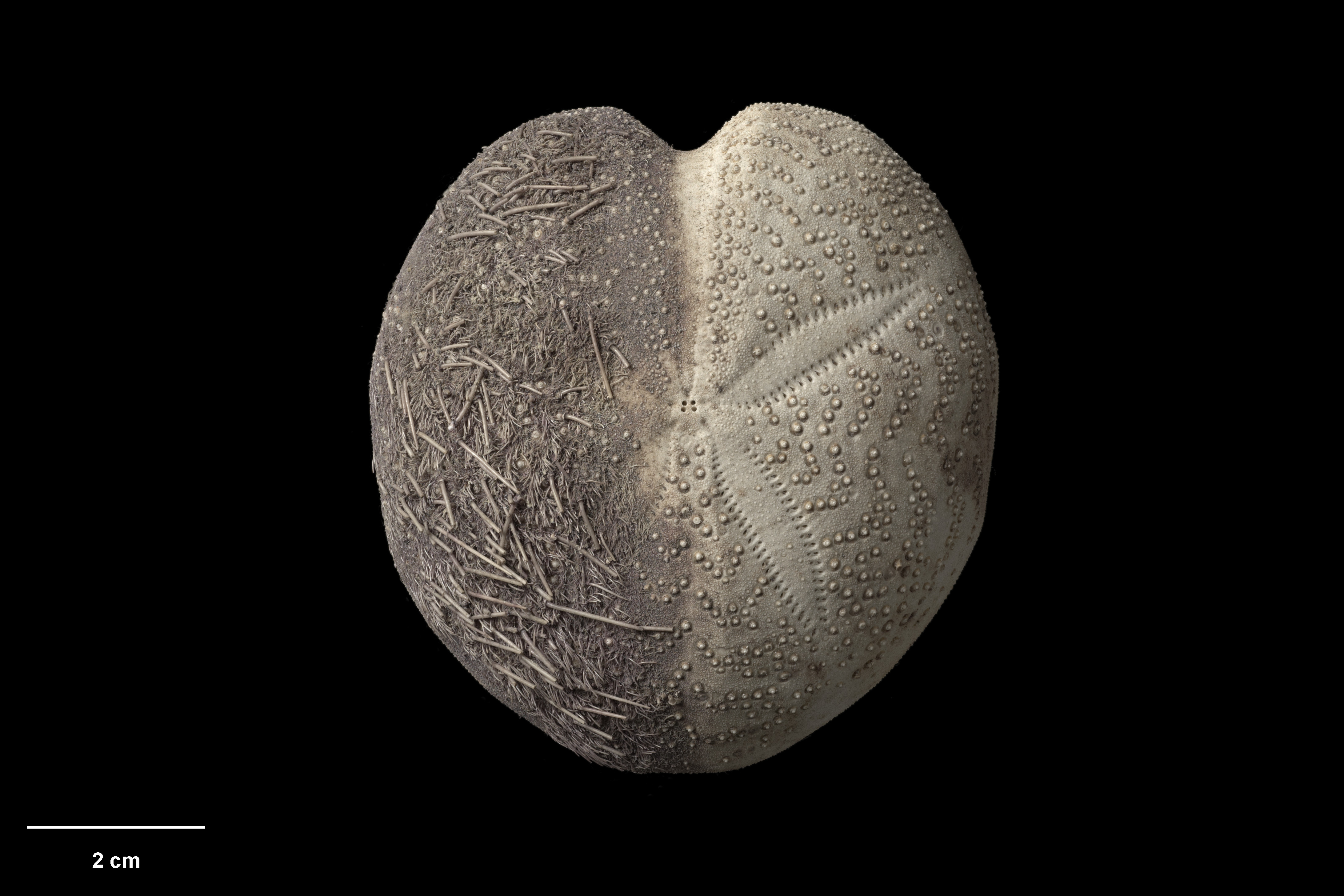
Spatangus multispinus
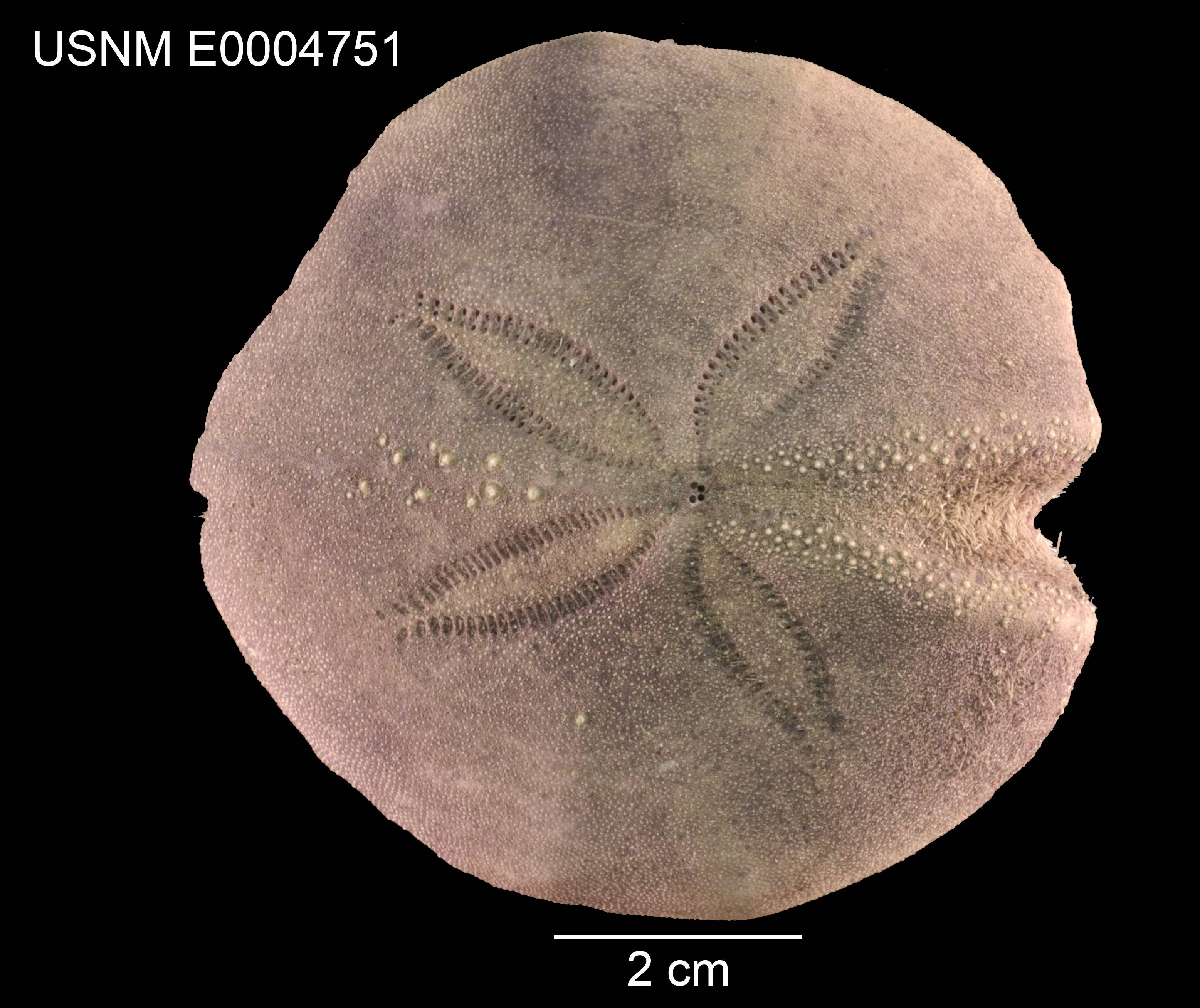
Spatangus paucituberculatus
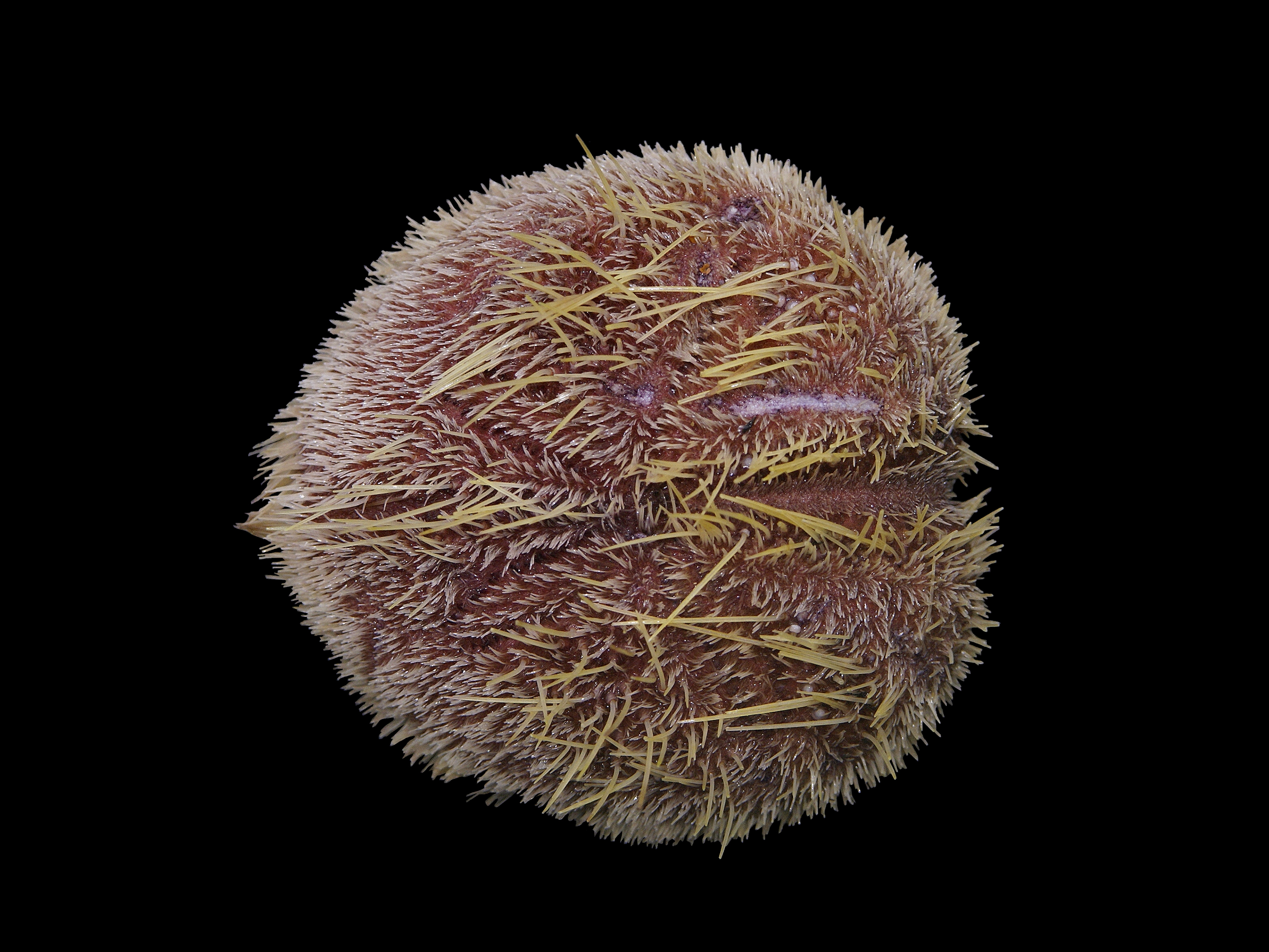
Spatangus purpureus
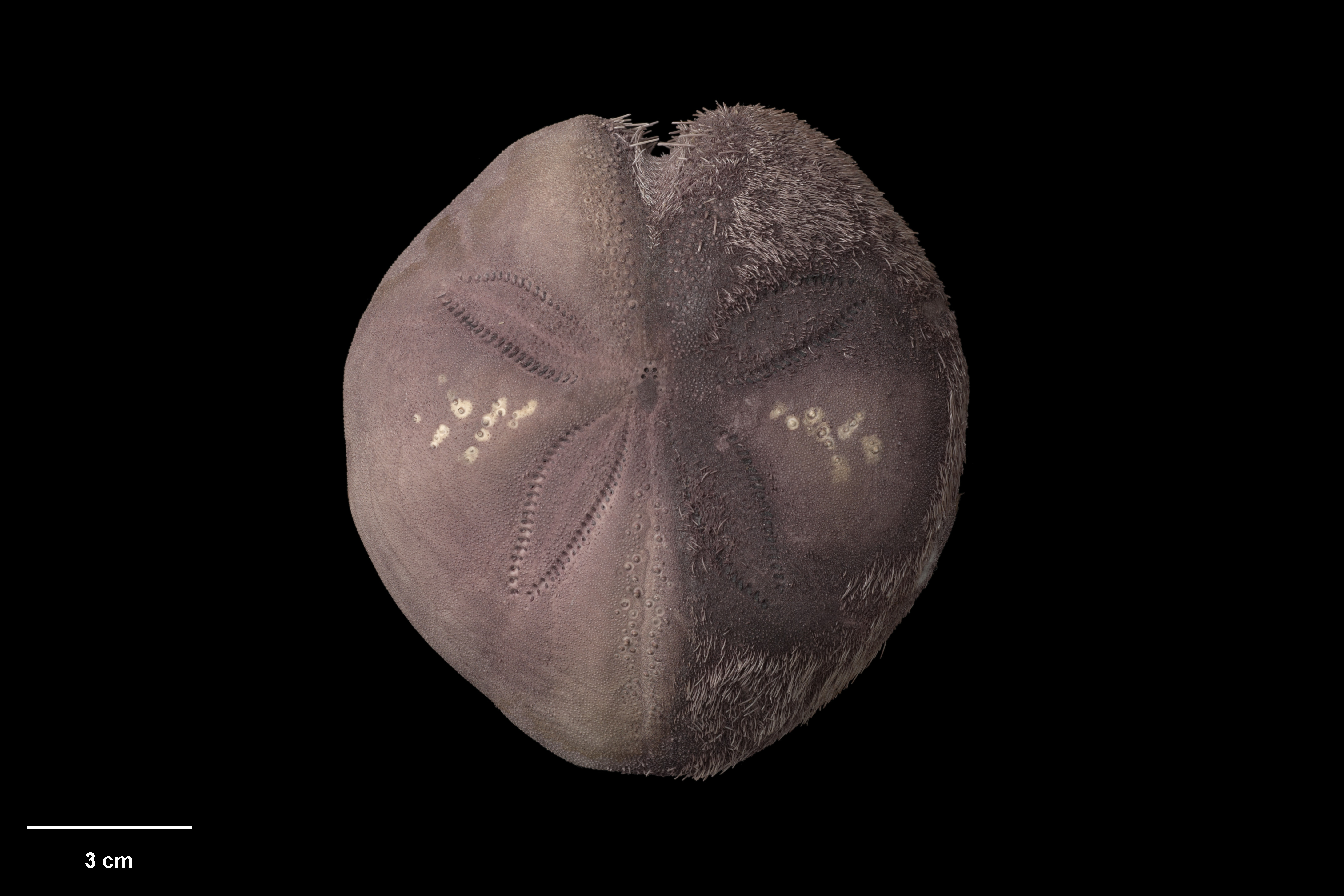
Spatangus thor

## Espèces éteintes en complément
- Spatangus britannus Michelin in Tournouër, 1868 †; Miocène, France.
- Spatangus castelli Taramelli, 1868 †; Upper Miocène, Afrique du Nord.
- Spatangus cf. euglyphus Laube, 1868 †; Miocène (Aquitanien), France (voir Cahuzac, B & Roman, J. 1994. Revue de Paleobiologie 13, 351-373).
- Spatangus corsicus Desor, in Agassiz & Desor, 1847 †; Miocène, Corse.
- Spatangus delphius Defrance, 1827 †; Miocène, Mediterranée.
- Spatangus desmaresti Goldfuss, 1829 †; Oligocène (Chattien); Allemagne.
- Spatangus ornatus Defrance in Brongniart, 1827 †; Miocène, France.
- Spatangus pauper Pomel, 1887 †; Miocène au Pliocène, Maroc, Algérie, Espagne.
- Spatangus saheliensis Pomel, 1887 †; Miocène au Pliocène; Afrique du Nord et Espagne.

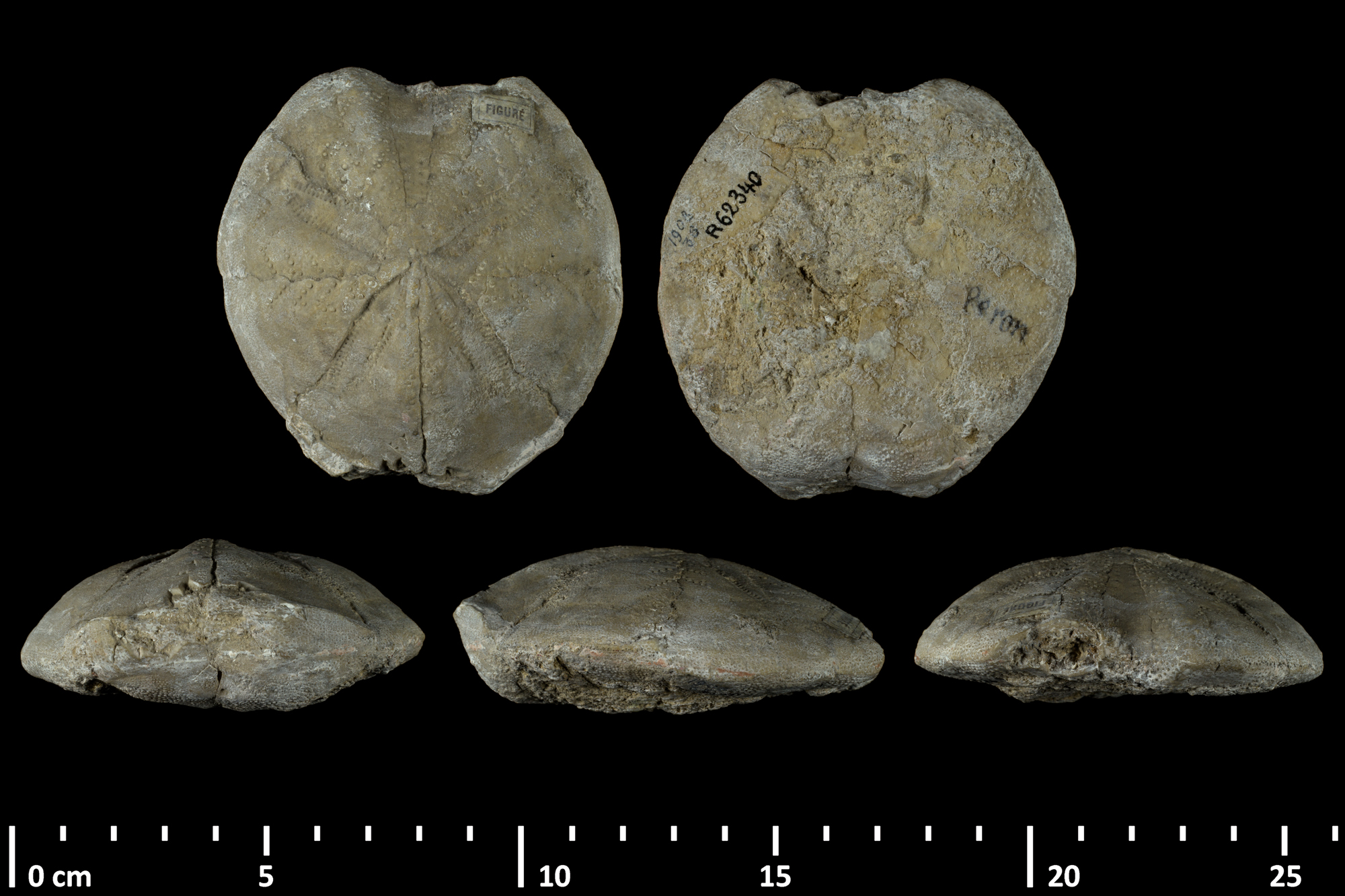
Fossile de Spatangus corsicus (MNHN)

Pour A. G. Fisher en 1966, et Didier Néraudeau en 2010, le sous-genre Phymapatagus du Miocène moyen de l'Ouest de la France est à reconsidérer. Pour lui, il faut restituer l’espèce britannus au sous-genre Spatangus. Il est classé comme Synonyme junior de Spatangus.